# Синютин
Синютин (укр. Синютин) — село в Сосницком районе Черниговской области Украины. Население 167 человек. Занимает площадь 0,63 км².
Код КОАТУУ: 7424986504. Почтовый индекс: 16150. Телефонный код: +380 4655.

## Власть
Орган местного самоуправления — Пекаревский сельский совет. Почтовый адрес: 16150, Черниговская обл., Сосницкий р-н, с. Пекарев, ул. Довженко, 37а.